# Betaeus
Betaeus is een geslacht van kreeftachtigen uit de klasse van de Malacostraca (hogere kreeftachtigen).

## Soorten
- Betaeus australis Stimpson, 1860
- Betaeus emarginatus (H. Milne Edwards, 1837 [in Milne Edwards, 1834-1840])
- Betaeus ensenadensis Glassell, 1938
- Betaeus gelasinifer Nomura & Komai, 2000
- Betaeus gracilis J.F.L. Hart, 1964
- Betaeus granulimanus Yokoya, 1927
- Betaeus harfordi (Kingsley, 1878)
- Betaeus harrimani Rathbun, 1904
- Betaeus jucundus Barnard, 1947
- Betaeus levifrons Vinogradov, 1950
- Betaeus lilianae Boschi, 1966
- Betaeus longidactylus Lockington, 1877
- Betaeus macginitieae J.F.L. Hart, 1964
- Betaeus pingi Yu, 1930
- Betaeus setosus J.F.L. Hart, 1964
- Betaeus truncatus Dana, 1852